# Thysanotus pauciflorus
Thysanotus pauciflorus là một loài thực vật có hoa trong họ Măng tây. Loài này được R.Br. miêu tả khoa học đầu tiên năm 1810.